# Chimarra petricola
Chimarra petricola är en nattsländeart som beskrevs av Oliver S. Flint Jr. 1998. Chimarra petricola ingår i släktet Chimarra och familjen stengömmenattsländor. Inga underarter finns listade i Catalogue of Life.